# هوبک (زاکسن-آنهالت)
هوبک (به آلمانی: Hobeck) یک منطقهٔ مسکونی در آلمان است که در موکرن واقع شده‌است. هوبک ۵۰۳ نفر جمعیت دارد.